# Mistrzostwa Afryki w Lekkoatletyce 1990
7. Mistrzostwa Afryki w Lekkoatletyce – ogólnoafrykańskie zawody lekkoatletyczne, które odbyły się w Kairze w roku 1990. Stolica Egiptu już po raz trzeci gościła uczestników mistrzostw. 

## Rezultaty

### Mężczyźni
| Konkurencja           | Złoto                            | Złoto     | Srebro                         | Srebro    | Brąz                           | Brąz      |
| --------------------- | -------------------------------- | --------- | ------------------------------ | --------- | ------------------------------ | --------- |
| 100 m                 | Joseph Gikonyo · Kenia           | 10.28     | Abdullahi Tetengi · Nigeria    | 10.36     | Charles-Louis Seck · Senegal   | 10.38     |
| 200 m                 | Joseph Gikonyo · Kenia           | 20.89     | Abdullahi Tetengi · Nigeria    | 21.01     | Sunday Bada · Nigeria          | 21.05     |
| 400 m                 | Samson Kitur · Kenia             | 45.15     | David Kitur · Kenia            | 46.13     | Sunday Bada · Nigeria          | 46.19     |
| 800 m                 | William Tanui · Kenia            | 1:46.80   | Robert Kibet · Kenia           | 1:47.15   | Desta Asgedom · Etiopia        | 1:47.38   |
| 1500 m                | Moses Kiptanui · Kenia           | 3:39.51   | Abdelaziz Sahere · Maroko      | 3:39.53   | David Kibet · Kenia            | 3:41.49   |
| 5000 m                | Ezequeil Bitok · Kenia           | 13:33.30  | Andrew Sambu · Tanzania        | 13:33.90  | Mohamed Issangar · Maroko      | 13:34.37  |
| 10 000 m              | Chalid Skah · Maroko             | 28:31.1   | Andrew Sambu · Tanzania        | 28:31.5   | Addis Abebe · Etiopia          | 28:34.4   |
| Maraton               | Tesfaye Tafa · Etiopia           | 2:33:38   | Belaye Wolashe · Etiopia       | 2:37:17   | Negash Dube · Etiopia          | 2:49:42   |
| 3000 m z przeszkodami | Abdelaziz Sahere · Maroko        | 8:33.58   | William Mutwol · Kenia         | 8:34.03   | Bizuneh Yai Tura · Etiopia     | 8:56.14   |
| 110 m przez płotki    | Moses Oyiki Orode · Nigeria      | 14.26     | Gideon Yego · Kenia            | 14.39     | Judex Lefou · Mauritius        | 14.42     |
| 400 m przez płotki    | Hamidou Mbaye · Senegal          | 51.10     | Ahmed Ghanem · Egipt           | 51.16     | Judex Lefou · Mauritius        | 51.41     |
| Skok wzwyż            | Othmane Belfaa · Algieria        | 2.16      | Samson Kebenei · Kenia         | 2.13      | Khemraj Naiko · Mauritius      | 2.09      |
| Skok o tyczce         | Ali Ziouani · Maroko             | 4.90      | Kersley Gardenne · Mauritius   | 4.70      | Sid Ali Sabour · Algieria      | 4.40      |
| Skok w dal            | Ayodele Aladefa · Nigeria        | 7.92      | Badara Mbengue · Senegal       | 7.90      | Amos Rutere · Kenia            | 7.55      |
| Trójskok              | Toussaint Rabenala · Madagaskar  | 16.61     | James Sabulei · Kenia          | 16.06     | Papa Ladji Konaté · Senegal    | 15.81     |
| Pchnięcie kulą        | Robert Welikhe · Kenia           | 17.57     | Ahmed Kamel Shata · Egipt      | 17.36     | Mohamed Ismail Muslem · Egipt  | 16.50     |
| Rzut dyskiem          | Hassan Ahmed Hamad · Egipt       | 55.80     | Dhia Kamel Ahmed · Egipt       | 52.74     | Ikechukwu Chika · Nigeria      | 52.50     |
| Rzut młotem           | Sherif Farouk El Hennawi · Egipt | 69.60     | Hassan Chahine · Maroko        | 66.98     | Hakim Toumi · Algieria         | 66.34     |
| Rzut oszczepem        | Fidèle Rakotonirina · Madagaskar | 69.50     | Pius Bazighe · Nigeria         | 68.80     | Justin Arop · Uganda           | 67.76     |
| Dziesięciobój         | Abdennacer Moumen · Maroko       | 6983 pkt. | Tommy Ozono · Nigeria          | 6869 pkt. | Mourad Mahour Bacha · Algieria | 6802 pkt. |
| Chód na 20 km         | Shemsu Hassan · Etiopia          | 1:29:31   | Abdelwahab Ferguène · Algieria | 1:31:00   | Andrew Eyapan · Kenia          | 1:32:24   |
| 4 x 100               | Nigeria                          | 39.85     | Senegal                        | 40.05     | Wybrzeże Kości Słoniowej       | 40.24     |
| 4 x 400               | Nigeria                          | 3:04.77   | Maroko                         | 3:05.89   | Kenia                          | 3:06.88   |

### Kobiety
| Konkurencja        | Złoto                                         | Złoto     | Srebro                     | Srebro    | Brąz                                 | Brąz      |
| ------------------ | --------------------------------------------- | --------- | -------------------------- | --------- | ------------------------------------ | --------- |
| 100 m              | Onyinye Chikezie · Nigeria                    | 11.56     | Chioma Ajunwa · Nigeria    | 11.63     | Mary Tombiri · Nigeria               | 11.74     |
| 200 m              | Fatima Yusuf · Nigeria                        | 23.19     | Emily Odoemenam · Nigeria  | 23.59     | Helena Amoako · Ghana                | 24.36     |
| 400 m              | Fatima Yusuf · Nigeria                        | 50.85     | Charity Opara · Nigeria    | 51.68     | Emily Odoemenam · Nigeria            | 53.3      |
| 800 m              | Maria Mutola · Mozambik                       | 2:13.54   | Edith Nakiyingi · Uganda   | 2:14.00   | Zewde Haile Mariam · Etiopia         | 2:15.14   |
| 1500 m             | Maria Mutola · Mozambik                       | 4:25.27   | Edith Nakiyingi · Uganda   | 4:25.34   | Margaret Ngotho · Kenia              | 4:27.14   |
| 3000 m             | Derartu Tulu · Etiopia                        | 9:11.21   | Luchia Yishak · Etiopia    | 9:15.99   | Margaret Ngotho · Kenia              | 9:16.41   |
| 10 000 m           | Derartu Tulu · Etiopia                        | 33:37.82  | Jane Ngotho · Kenia        | 33:39.26  | Tigist Moreda · Etiopia              | 34:24.67  |
| 100 m przez płotki | Dinah Yankey · Ghana                          | 13.55     | Nezha Bidouane · Maroko    | 13.70     | Mosun Adesina · Nigeria              | 13.85     |
| 400 m przez płotki | Nezha Bidouane · Maroko                       | 57.17     | Omolade Akinremi · Nigeria | 57.97     | Omotayo Akinremi · Nigeria           | 58.83     |
| Skok wzwyż         | Lucienne N’Da · Wybrzeże Kości Słoniowej      | 1.80      | Stella Agbaegbu · Nigeria  | 1.77      | Ifeanyi Aduba · Nigeria              | 1.68      |
| Skok w dal         | Chioma Ajunwa · Nigeria                       | 6.13      | Stella Emefesi · Nigeria   | 5.79      | Nagwa Abd El Hay Riad · Egipt        | 5.71      |
| Pchniecie kulą     | Hanan Ahmed Khaled · Egipt                    | 15.21     | Elizabeth Olaba · Kenia    | 14.26     | Fouzia Fatihi · Maroko               | 14.12     |
| Rzut dyskiem       | Zoubida Laayouni · Maroko                     | 53.10     | Hanan Ahmed Khaled · Egipt | 49.90     | Elizabeth Olaba · Kenia              | 45.04     |
| Rzut oszczepem     | Seraphina Nyauma · Kenia                      | 46.82     | Matilda Kisava · Tanzania  | 46.44     | Kate Nwani · Nigeria                 | 45.44     |
| Siedmiobój         | Albertine Koutouan · Wybrzeże Kości Słoniowej | 5065 pkt. | Huda Hashem Ismail · Egipt | 4716 pkt. | Marie-Lourdes Ally Samba · Mauritius | 4501 pkt. |
| Chód na 5000 m     | Agnetha Chelimo · Kenia                       | 25:45.20  | Méryem Kouch · Maroko      | 26:36.70  | Amani Mohamed Adel · Egipt           | 27:11.60  |
| 4 x 100            | Nigeria                                       | 45.06     | Ghana                      | 45.87     | Egipt                                | 46.79     |
| 4 x 400            | Nigeria                                       | 3:40.04   | Kenia                      | 3:45.99   | Mauritius                            | 3:46.94   |

## Klasyfikacja medalowa
| Klasyfikacja medalowa | Klasyfikacja medalowa    | Klasyfikacja medalowa | Klasyfikacja medalowa | Klasyfikacja medalowa | Klasyfikacja medalowa |
| --------------------- | ------------------------ | --------------------- | --------------------- | --------------------- | --------------------- |
| Miejsce               | Kraj                     | Złoto                 | Srebro                | Brąz                  | Razem                 |
| 1.                    | Nigeria                  | 10                    | 10                    | 9                     | 29                    |
| 2.                    | Kenia                    | 9                     | 9                     | 7                     | 25                    |
| 3.                    | Maroko                   | 6                     | 5                     | 2                     | 13                    |
| 4.                    | Etiopia                  | 4                     | 2                     | 6                     | 12                    |
| 5.                    | Egipt                    | 3                     | 5                     | 4                     | 12                    |
| 6.                    | Wybrzeże Kości Słoniowej | 2                     | 0                     | 1                     | 3                     |
| 7.                    | Mozambik                 | 2                     | 0                     | 0                     | 2                     |
| 7.                    | Madagaskar               | 2                     | 0                     | 0                     | 2                     |
| 9.                    | Senegal                  | 1                     | 2                     | 2                     | 5                     |
| 10.                   | Algieria                 | 1                     | 1                     | 3                     | 5                     |
| 11.                   | Ghana                    | 1                     | 1                     | 1                     | 3                     |
| 12.                   | Tanzania                 | 0                     | 3                     | 0                     | 3                     |
| 13.                   | Uganda                   | 0                     | 2                     | 1                     | 3                     |
| 14.                   | Mauritius                | 0                     | 1                     | 5                     | 6                     |